# Були деньки
Були деньки — п'ятий студійний альбом гурту Воплі Відоплясова. Випущено 2006 року і присвячено 20-річчю групи та витримано в музичній естетиці вісімдесятих. 2008 року альбом був перевипущено на вініловій платівці обмеженим накладом 300 екземплярів.

## Список композицій

### CD
1. «Пісенька» — 3:47
2. «А-Ба-Бап» — 2:07
3. «Пісня» — 2:52
4. «А Чи То» — 2:40
5. «Були Деньки» — 3:00
6. «Зеднє Око» — 2:03
7. «Колискова» — 4:19
8. «Політрок» — 2:21
9. «Червоні Коні» — 2:11
10. «Гей, Налягай» — 2:16
11. «Дитинство» — 4:01
12. «Катерина» — 2:55

### LP
Перша сторона
1. «Пісенька» — 3:47
2. «А-Ба-Бап» — 2:07
3. «Пісня» — 2:52
4. «А Чи То» — 2:40
5. «Були Деньки» — 3:00
6. «Зеднє Око» — 2:03

Друга сторона
1. «Колискова» — 4:19
2. «Політрок» — 2:21
3. «Червоні Коні» — 2:11
4. «Гей, Налягай» — 2:16
5. «Дитинство» — 4:01
6. «Катерина» — 2:55

## Музиканти
- Олег Скрипка — вокал, баян, гітара, клавішні
- Євген Рогачевський — гітара, бек-вокал
- Олександр Піпа — бас-гітара, бек-вокал
- Сергій Сахно — барабани, бек-вокал

- Дизайн — Д. Комарков
- Лірика — О. Литовченко (пісня: 1), О. Скрипка, О. Піпа (пісні: 1, 6)
- Мастеринг — М. Угрин
- Мікс — М. Капуста
- Музика — О. Скрипка (пісні: 1, 2, 5, to 10, 12), Ю. Здоренко (пісні: 1 to 4, 6, 9, 11)
- Фото — Н. Сидь, С. Волков
- Записано — М. Капуста, О. Стахно